# Billy Meier

## Biografia
Eduard Albert Meier (Bülach, Suíça, 3 de fevereiro de 1937), chamado Billy Meier, é o fundador da comunidade FIGU (Interest Free Community for Frontier Sciences, Spiritual, and UFO Studies). Autor de mais de 45 livros e numerosos escritos de vários tipos com um grande fundo espiritual que convida à auto-reflexão. Alguns títulos mais conhecidos são: Kelch der Wahrheit, (O Cálice da Verdade) OM, Einführung in die Meditation, (Introdução à Meditação) Talmud Jmmanuel, (O Talmud de Jmmanuel) Macht der Gedanken (O Poder dos Pensamentos). 
Meier afirma estar em contato regular com uma civilização extraterrestre chamada "Plejaren" (habitantes das Plêiades) desde os 5 anos de idade, que durante sua vida o treinou intensivamente em diferentes áreas, enfatizando o conhecimento e a formação espiritual, o que seria fundamental. para realizar seus principais objetivos ao longo de sua vida. Meier ao longo de sua vida viajou por mais de 40 países em 12 anos.
Durante a década de 1970 apresentou como evidência de seu contato várias amostras de materiais como curiosas peças de metal (de suposta origem extraterrestre), gravações sonoras de espaçonaves chamadas "beamships", filmagens com demonstrações de voos das naves, como fotografias, e várias profecias e previsões dos séculos seguintes.

## Contact Reports
Os relatórios de contato são diálogos transcritos de conversas com membros do Plejaren que ocorreram desde 1975 em várias localidades geográficas que continuaram ano após ano por mais de 4 décadas. Meier transcreveu mais de 700 relatórios de contato apresentados de forma consistente e cronológica onde são consolidados os diferentes tipos de informação abertas ao público. Originalmente publicado em alemão suíço através do site da FIGU e posteriormente impresso no chamado "Bloco Plejadisch-plejarische Kontaktberichte". O conteúdo ou tópicos mencionados nos relatos de contato podem variar muito, sendo alguns deles a Criação, a origem do Universo e da Terra, ciência, astronomia, destruição ambiental, relações homem-mulher, reencarnação, perigo de superpopulação, hábitos saudáveis, entre outros.

## FIGU

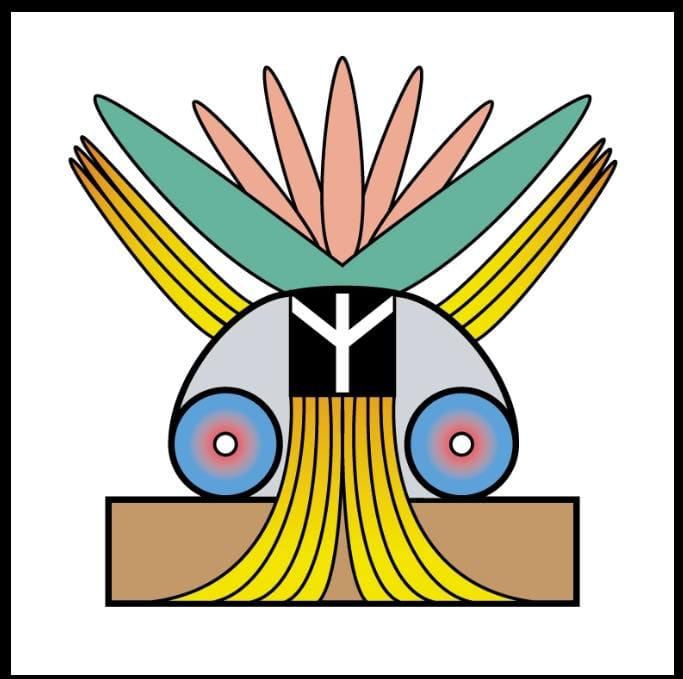
FIGU

Em 28 de janeiro de 1975, Meier fundou uma organização sem fins lucrativos chamada FIGU. Construiu sua sede principal em Zurique, na Suíça, com o nome de "Semjase Silver Star Center." A missão desta organização baseia-se na ideia de que todos os seres humanos, ao longo de suas vidas, devem aprender a assumir total responsabilidade por suas ações e pensamentos. Esse compromisso abrange não apenas a própria vida, mas também o cuidado e o respeito por todas as formas de vida, sejam elas plantas, animais ou qualquer outro ser vivo. Cada indivíduo é responsável, não apenas por seus atos, mas também pelas repercussões e consequências que estes geram no universo. Não existe nada em todo o universo pelo qual cada indivíduo não seja pessoalmente responsável, inclusive as consequências e os efeitos dos pensamentos e ações de cada pessoa. Assumir a responsabilidade por si mesmo significa viver de acordo com as exigências da vida e mantê-la em harmonia com a ordem criacional-natural e com a humanidade.

O objetivo da organização é principalmente disseminar uma série de princípios e recomendações para levar uma vida íntegra, virtuosa e harmoniosa com os diferentes formas de vida e do ecossistema. Os pilares básicos indicam, eles são amor, paz, liberdade e harmonia. No entanto, a organização destaca a não perseguição de fins políticos, religiosos e sectários em seus ensinamentos. Algumas de suas principais conquistas ou princípios são: A luta pelo conhecimento, amor, harmonia, sabedoria e evolução, mas não por poder, dinheiro e riqueza, não é "viver e deixar viver", mas "viver e ajudar os outros a viver, rejeito todo extremismo de natureza ideológica, política ou religiosa, bem como todo fundamentalismo, terrorismo, anarquismo, dogmatismo, fanatismo e males semelhantes ou idênticos "

## Campanha contra a superpopulação
Uma das principais questões abordadas pela FIGU é o problema da superpopulação. Há mais de 30 anos, seus membros têm se dedicado a conscientizar a humanidade e os governos sobre o perigo iminente que o crescimento descontrolado da população representa para o planeta.
Em 1978, a Terra era habitada por 4 bilhões de pessoas; no ano 2000, esse número já se aproximava dos 7 bilhões, e em 2024 ultrapassa os 9 bilhões de habitantes. Devido a esse aumento descontrolado da população, todos e cada um dos problemas globais — destruição da natureza, escassez de alimentos, moradia, energia, extinção de animais e plantas, poluição ambiental, entre outros — se agravam de forma significativa. Por esse motivo, a FIGU sustenta que é imprescindível regular imediatamente essa taxa de crescimento populacional e que uma redução para um nível sustentável é necessária, com o objetivo de alcançar uma população total de 529 milhões de habitantes. Com esse número, seria possível garantir a abundância de recursos para todos, preservar a capacidade de regeneração da natureza e permitir que os reinos animal e vegetal se desenvolvam sem interferências.
Considerando o exposto, a FIGU aponta que as ações e estratégias que devem ser adotadas de forma conjunta e planejada em nível mundial incluem

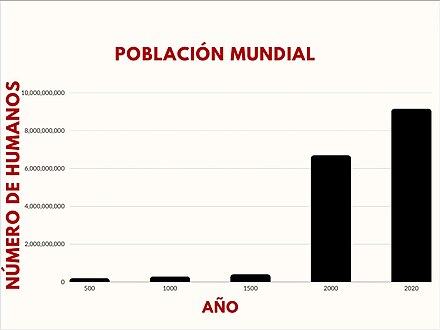

Restrição temporária da natalidade por 7 anos em todos os países, com o objetivo de estabilizar o crescimento populacional. Ao final desse período, a concepção seria novamente permitida, porém com certas restrições. Um dos exemplos propostos é que, no primeiro ano de implementação, apenas casais com sobrenomes iniciados por determinadas letras (A, B, C, D) possam receber permissão para ter filhos. Essa medida busca minimizar os impactos negativos em setores como a educação, os serviços sociais e a indústria voltada ao público infantil.
Estabelecimento de um limite máximo de 3 filhos por casamento, sejam eles biológicos ou adotivos. Recomenda-se que a idade mínima para ter filhos seja de 28 anos para as mulheres e 33 anos para os homens, e que exista um intervalo de 3 anos no qual ambos os cônjuges avaliem sua compatibilidade (se estão verdadeiramente apaixonados ou se o casamento se baseia apenas em uma atração superficial).

## Livros
- Billy Eduard Albert Meier, Plejadisch-plejarische Kontaktberichte Block 1[12]
- Billy Eduard Albert Meier, Plejadisch-plejarische Kontaktberichte Block 2[13]
- Billy Eduard Albert Meier, Plejadisch-plejarische Kontaktberichte Block 3[14]
- Billy Eduard Albert Meier, Plejadisch-plejarische Kontaktberichte Block 4[15]
- Billy Eduard Albert Meier, Plejadisch-plejarische Kontaktberichte Block 5[16]
- Billy Eduard Albert Meier, Plejadisch-plejarische Kontaktberichte Block 6[17]
- Billy Eduard Albert Meier, Plejadisch-plejarische Kontaktberichte Block 7[18]
- Billy Eduard Albert Meier, Plejadisch-plejarische Kontaktberichte Block 8[19]
- Billy Eduard Albert Meier, Plejadisch-plejarische Kontaktberichte Block 9[20]
- Billy Eduard Albert Meier, Plejadisch-plejarische Kontaktberichte Block 10[21]
- Billy Eduard Albert Meier, Plejadisch-plejarische Kontaktberichte Block 11[22]
- Billy Eduard Albert Meier, Plejadisch-plejarische Kontaktberichte Block 12[23]
- Billy Eduard Albert Meier, Plejadisch-plejarische Kontaktberichte Block 13[24]
- Billy Eduard Albert Meier, Plejadisch-plejarische Kontaktberichte Block 14
- Billy Eduard Albert Meier, Talmud Jmmanuel by Judas Ischkerioth, 2016[25]
- Billy Eduard Albert Meier, The Psyche[26]
- Billy Eduard Albert Meier, Arahat Athersata[27]
- Billy Eduard Albert Meier, OM[28]
- Billy Eduard Albert Meier, Decalogue Dodecalogue[29]
- Billy Eduard Albert Meier, Meditation aus klarer Sicht[30]
- Billy Eduard Albert Meier, Gesetz der Liebe[31]
- Billy Eduard Albert Meier, Direktiven[32]
- Billy Eduard Albert Meier, Ein offenes Wort[33]
- Billy Eduard Albert Meier, Gotteswahn und Gotteswahnkrankheit[34]
- Billy Eduard Albert Meier, Lehrschrift für die Lehre der Wahrheit, Lehre des Geistes, Lehre des Lebens[35]
- Billy Eduard Albert Meier, Einführung in die Meditation[36]
- Billy Eduard Albert Meier, Die Wahrheit über die Plejaden[37]
- Billy Eduard Albert Meier, Ein Quentchen Wissen, Sinn und Weisheit[38]
- Billy Eduard Albert Meier, 12012 altherkömmliche Vornamen in ihrer Urform und deren Bedeutung[39]
- Billy Eduard Albert Meier, Sinnvolles, Würdevolles, Wertvolles
- Billy Eduard Albert Meier, Das Leben richtig leben - Quer durchs Dasein[40]
- Billy Eduard Albert Meier, Rund um die Fluidalenergie resp. Fluidalkräfte und andere Dinge[41]
- Billy Eduard Albert Meier, Kelch der Wahrheit , livre numérique, 2008